# Michael Kocáb

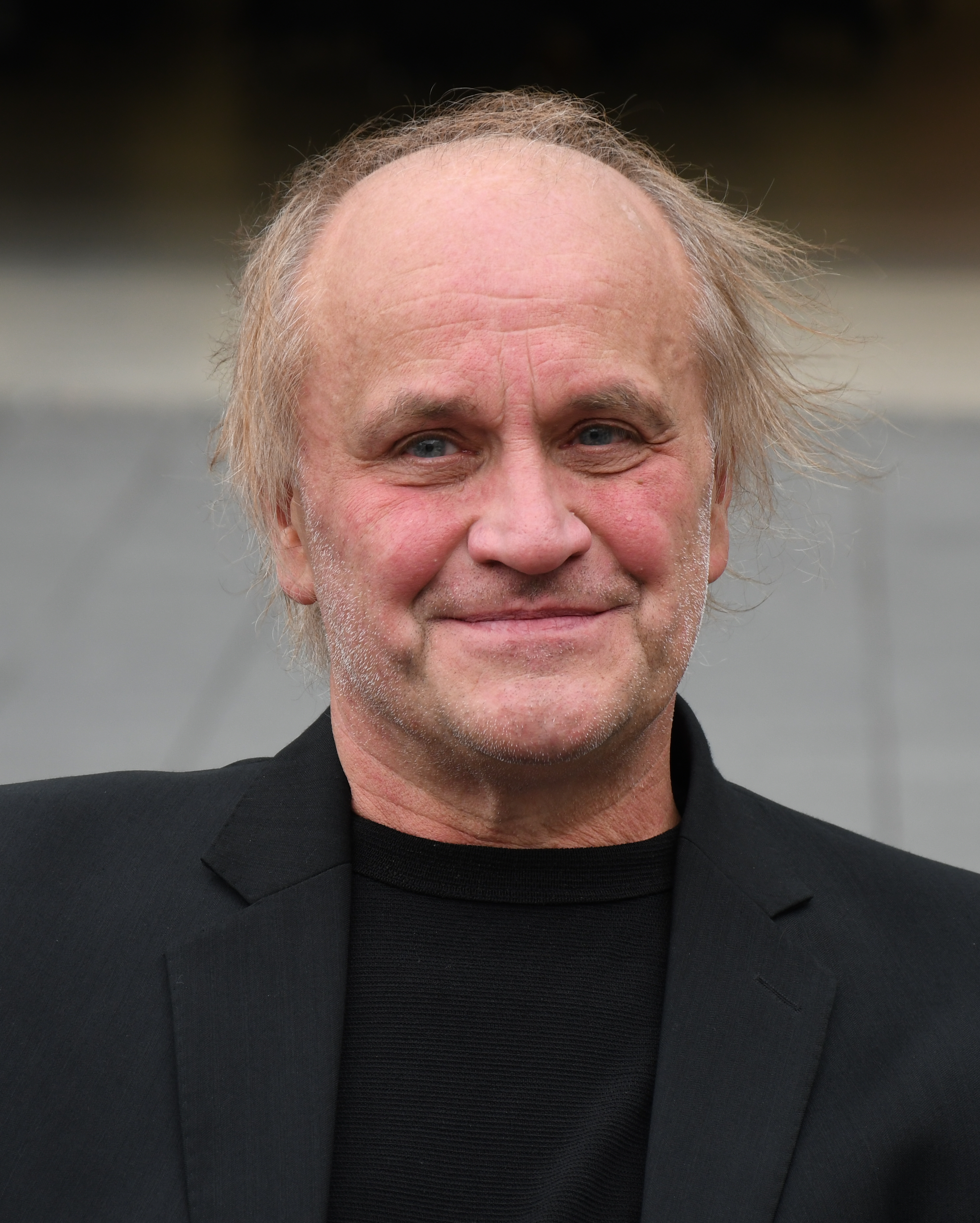
Michael Kocáb (2018)

Michael Kocáb (* 18. Juli 1954 in Prag) ist ein tschechischer Musiker und Politiker.
Nach seinem Schulabschluss 1973 in Mladá Boleslav studierte Kocab am Prager Konservatorium Komposition bei Ilja Hurník und Orgel bei Jiří Ropek. Die Studien schloss er 1979 ab.
Anfangs war er in klassischer Musik und Jazz aktiv. 1977 war er ein Gründer der Rockband Pražský výběr. Von ihm stammen auch Filmmusiken, wie zum Beispiel für Der Rattenfänger von Hameln und König der Diebe.
Seit den 1980er Jahren war Kocab auch politisch aktiv. Er war Gründungsmitglied des Občanské fórum. Von 1990 bis 1992 war er Mitglied des tschechoslowakischen Parlaments und von 2009 bis 2010 für die Grüne Partei Minister für Menschenrechte und Minderheiten.